# Watson (intelligenza artificiale)

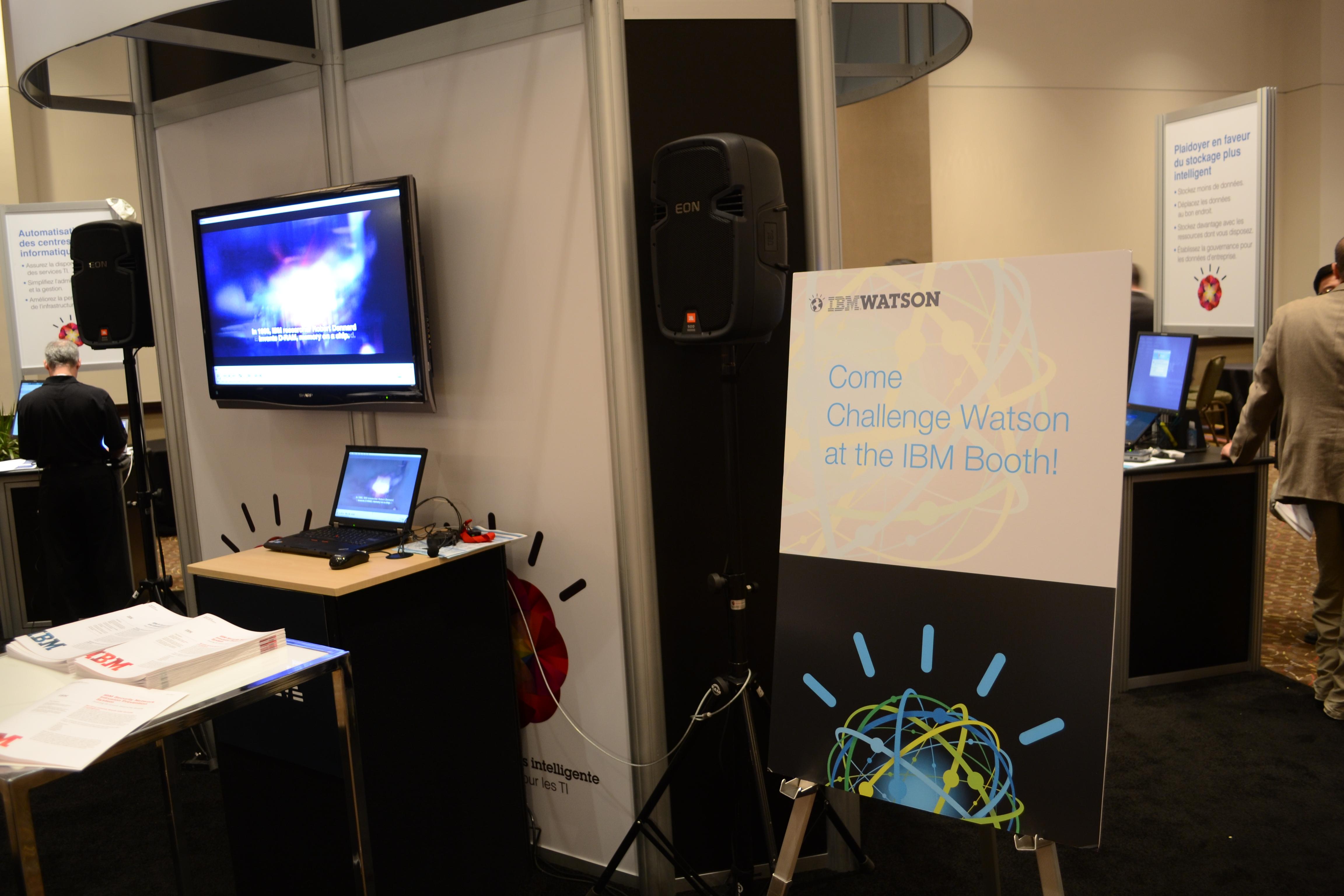
Una dimostrazione di Watson, durante una fiera commerciale

Watson è un sistema di intelligenza artificiale, in grado di rispondere a domande espresse in un linguaggio naturale, sviluppato all'interno del progetto DeepQA di IBM a cura del team di ricerca diretto da David Ferrucci. Il nome è stato scelto in onore del primo presidente dell'IBM Thomas J. Watson.
Nel febbraio 2013, IBM ha annunciato che la prima applicazione commerciale del sistema software Watson sarà nella gestione delle decisioni nel trattamento del cancro ai polmoni al Memorial Sloan-Kettering Cancer Center, in collaborazione con la compagnia di assicurazioni sanitarie WellPoint.

## Panoramica generale
Watson è un sistema computerizzato in grado di rispondere a domande (Question answering computing system) costruito da IBM. IBM lo descrive come un'applicazione avanzata di elaborazione del linguaggio naturale, recupero delle informazioni, rappresentazione della conoscenza, ragionamento automatico, e tecnologie di apprendimento automatico nel campo dell'"open domain question answering" (letteralmente, risposte a domande a dominio aperto, cioè senza restrizioni sull'argomento) costruito sulla base di DeepQA, tecnologia IBM per la formulazione di ipotesi, raccolta massiva di controprove, analisi e scoring (capacità di raggiungere un obiettivo).

### Software
Watson utilizza il software della IBM DeepQA, e il framework Apache UIMA. Il sistema è stato programmato in diversi linguaggi, come Java, C++ e Prolog, e gira su un sistema SUSE Linux Enterprise Server 11 utilizzando Apache Hadoop come framework per il calcolo distribuito.

### Hardware
Il sistema è ottimizzato per gestire il carico di lavoro richiesto per generare ipotesi, riconoscere la massima evidenza e analizzare dati, integrando processori POWER7 estremamente parallelizzati.
Watson è composto da una griglia di novanta server IBM Power 750, ciascuno dei quali è equipaggiato con un processore POWER7 ad otto core da 3.5 GHz, con quattro threads per core. In totale, il sistema ha 2880 thread di processori POWER7, e 16 terabytes di RAM.
Secondo John Rennie, Watson può analizzare 500GB, equivalenti ad un milione di libri, ogni secondo. Il progettista e consulente IBM Tony Pearson ha stimato i costi dell'hardware di Watson in tre milioni di dollari. Tuttavia le sue prestazioni di 80 TeraFLOPs non sono sufficienti per farlo entrare nella lista dei Top 500 supercomputers. Rennie ha spiegato anche che i dati per partecipare al gioco erano stati memorizzati nella RAM di Watson, dal momento che i dischi rigidi sarebbero risultati troppo lenti.

## Storia
Dopo la vittoria a scacchi di Deep Blue contro il campione Garry Kasparov nel 1997, IBM è rimasta a caccia di nuove sfide. Nel 2004, il responsabile delle ricerche di IBM, Charles Lickel, dopo una cena con i colleghi ha notato che nel ristorante dove avevano cenato vi era un profondo silenzio. Scoprì subito la causa: Ken Jennings era nel bel mezzo della sua 74ª partita a Jeopardy!, e praticamente l'intera utenza del ristorante era incollata davanti alla televisione, nel mezzo della cena, per seguire il campione. Intrigato dall'idea del quiz televisivo come possibile sfida per la IBM, Lickel ha parlato dell'idea, e nel 2005 il responsabile esecutivo delle ricerche IBM, Paul Horn ha scommesso sull'idea di Lickel, lanciando nel suo dipartimento l'idea di giocare a Jeopardy! con un sistema IBM. All'inizio, Horn ebbe difficoltà a trovare membri dello staff che volessero lanciarsi in una sfida ben più complicata rispetto al gioco degli scacchi, privo di parole, poi David Ferrucci accettò l'offerta.
In una sfida organizzata dal governo degli Stati Uniti, il predecessore di Watson, un sistema chiamato Piquant, fu in grado di rispondere correttamente solo al 35% delle domande, e impiegava per ciascuna diversi minuti. Per vincere la sfida, Watson avrebbe dovuto rispondere in non più di pochi secondi e allo stesso tempo le domande poste dal quiz televisivo non si sarebbero più dovute ritenere impossibili da risolvere.
Nei test iniziali effettuati nel 2006 da David Ferrucci, a Watson furono date 500 domande dalle precedenti edizioni del quiz televisivo. Mentre il miglior concorrente umano aveva dato le risposte in metà del tempo e aveva risposto correttamente al 95% dei quesiti, la prima versione di Watson riusciva solo a dare il 15% di risposte corrette. Durante il 2007, fu formato un team di 15 persone con l'obiettivo di risolvere il problema in un tempo compreso fra tre e cinque anni. Nel 2008, i ricercatori hanno dichiarato che Watson avrebbe potuto competere con i campioni umani di Jeopardy. 

### 2010
A febbraio del 2010 Watson poteva già battere i concorrenti di Jeopardy.
Nonostante il sistema sia stato principalmente un lavoro della IBM, hanno collaborato studenti dal Rensselaer Polytechnic Institute, Carnegie Mellon University, University of Massachusetts Amherst, University of Southern California's Information Sciences Institute, University of Texas at Austin, Massachusetts Institute of Technology e Università di Trento, così come studenti del New York Medical College.
Watson, nel febbraio 2011, ha partecipato a tre episodi del quiz televisivo Jeopardy!, sconfiggendo i suoi avversari umani, nell'unico scontro uomo-macchina della storia dello show. Nei tre episodi, trasmessi dal 14 al 16 febbraio, Watson ha sconfitto Brad Rutter, noto come il campione che ha vinto più denaro partecipando a Jeopardy!, e Ken Jennings, detentore del record di permanenza nello show. Watson ha costantemente surclassato i suoi avversari umani quanto a rapidità di prenotazione della risposta, ma ha avuto qualche difficoltà con alcune categorie di domande, specialmente quelle con indizi corti che contenevano poche parole. Per ogni indizio, le tre risposte più probabili di Watson venivano mostrate sullo schermo televisivo. Watson aveva accesso a 200 milioni di pagine di contenuti, strutturati e non, incluso il testo completo di Wikipedia, con un'occupazione di 4 terabytes di spazio disco,. Durante il gioco, Watson non era connesso a internet. Watson ha ricevuto il primo premio di un milione di dollari, mentre Ken Jennings e Brad Rutter hanno ricevuto rispettivamente 300.000$ e 200.000$. Jennings e Rutter si sono impegnati a donare metà delle loro vincite in beneficenza, mentre IBM ha diviso le vincite di Watson tra due associazioni benefiche, World Community Grid e World Vision.
Il filosofo John Searle sostiene che Watson, nonostante le sue impressionanti capacità, non possa realmente pensare. Attingendo dal suo esperimento mentale della stanza cinese, Searle dichiara che Watson, come altri elaboratori computazionali, è capace solo di manipolare simboli, ma non ha la capacità di comprendere il significato di questi simboli.

## Applicazioni correnti e future
Secondo l'IBM, l'obiettivo è quello di avere computer in grado di interagire nel linguaggio naturale con gli uomini attraverso una vasta gamma di applicazioni e processi, capendo le domande poste dagli esseri umani e fornire risposte in un linguaggio comprensibile da essi.
Il consulente generale della IBM, Robert C. Weber, ha proposto l'utilizzo di Watson in ricerche legali. L'azienda intende utilizzare Watson anche in altri campi con un gran numero di informazioni, come telecomunicazioni, servizi finanziari e scelte di governo.
Watson è basato su server IBM Power 750 disponibili in commercio da febbraio 2010. IBM sta pensando anche di lanciare sul mercato l'applicativo DeepQA con un prezzo di milioni di dollari, che riflette il prezzo di un milione di dollari necessario per acquistare un server che soddisfa i requisiti minimi per l'esecuzione di Watson. IBM si aspetta che il prezzo scenda sostanzialmente entro un decennio grazie ai miglioramenti tecnologici.
Nel 2013 è stato annunciato che tre aziende stavano lavorando con la IBM per creare programmi integranti la tecnologia Watson. Fluid sta sviluppando un'applicazione per venditori, chiamata "The North Face", progettata per fornire consigli ai clienti in rete. Welltok sta sviluppando un applicativo per dare consigli alle persone su come migliorare la loro salute. MD Buyline sta sviluppando un'applicazione per consigliare le istituzioni mediche nelle decisioni relative all'acquisto di equipaggiamenti.
A novembre 2013 IBM ha annunciato che avrebbe reso le API di Watson disponibili per i fornitori di applicazioni software, consentendogli di progettare applicativi e servizi integrati con le capacità di Watson. Al momento circa 800 organizzazioni e singoli individui hanno firmato un contratto con IBM per la creazione di applicazioni che possono utilizzare la piattaforma Watson.
Il 30 gennaio 2013 è stato annunciato che il Rennsselaer Polytechnic Institute avrebbe ricevuto una versione successiva di Watson, disponibile per studenti e ricercatori. Nell'estate del 2013, la Rennsselaer è stata la prima università ad aver ricevuto l'elaboratore Watson.
Il 6 febbraio 2014, IBM ha annunciato un piano di investimenti di 100 milioni di dollari in un progetto decennale per l'utilizzo di Watson e di altre tecnologie IBM per aiutare i paesi dell'Africa per risolvere i problemi di sviluppo, cominciando con la salute e l'educazione.
Il 3 giugno 2014, tre nuovi partner del Watson Ecosystem sono stati scelti tra oltre 400 idee di business inviati da squadre provenienti da 18 industrie di 43 paesi. "Queste luminose e intraprendenti organizzazioni hanno scoperto strade innovative per applicare Watson che possono portare a grandi benefici nel buisiness", ha dichiarato Steve Gold, vice presidente dell'IBM Watson Group. I vincitori sono Majestyk Apps, con la loro piattaforma educativa adattiva, FANG (Friendly Antropomorphic Networked Genome), Red Ant con il loro istruttore per vendite al dettaglio e GenieMD, con il loro servizio di consigli medici.
Il 9 luglio 2014 i Genesys Telecommunications Laboratories hanno annunciato il piano di integrare Watson per migliorare l'esperienza utente della loro piattaforma, citando che la quantità dei dati degli utenti da analizzare è esageratamente grande.
Watson è stato integrato con database come la rivista Bon Appétit per creare una piattaforma per la generazione di ricette.
Watson è stato utilizzato da Decibel, una startup per la scoperta della musica, nella sua app MusicGeek che utilizza il supercomputer per fornire raccomandazioni musicali ai suoi utenti. L'intelligenza artificiale di Watson ha riscosso interesse anche nell'industria ospedaliera. GoMoment utilizza Watson per il suo programma Rev1, che fornisce allo staff degli hotel dei metodi per rispondere rapidamente alle domande degli ospiti. Arria NLG ha programmato un'applicazione che aiuta le compagnie energetiche a restare nei limiti dei regolamenti, rendendo più semplice ai dirigenti di dare senso alle centinaia di pagine di linguaggio specialistico tecnico e legale. Watson è utilizzato anche come chatterbot per consentire ai giocattoli di conversare con i bambini.

## Sanità
Nell'ambito sanitario, il linguaggio naturale di Watson, la generazione di ipotesi, e le capacità di apprendimento basate sull'evidenza ne consentono l'utilizzo come sistema di supporto per le decisioni cliniche, ad utilizzo del personale medico.
Per aiutare i medici nel trattamento dei loro pazienti, non appena un dottore pone una domanda al sistema specificando i sintomi e gli altri fattori correlati, Watson prima elabora l'informazione per identificare le parti più importanti, poi elabora i dati del paziente per trovare fatti rilevanti nella storia medica ed ereditaria del paziente, in seguito esamina i dati disponibili dalle fonti per formulare e testare ipotesi, e infine fornisce una lista di raccomandazioni individualizzate e classificate per livello di evidenza.
Le sorgenti di dati che Watson utilizza per le analisi possono includere linee guida di trattamenti, registri medici elettronici, annotazioni dei dottori e degli infermieri, materiali di ricerca, studi clinici, articoli di riviste e informazioni sul paziente.
Dal 2011 IBM sta collaborando con diverse cliniche americane per l'utilizzo di Watson come assistente decisionale per il personale medico, sfruttando le sue capacità di analisi di dati.

## IBM Watson Group
Il 9 gennaio 2014 IBM ha annunciato la creazione di una serie di business legati a Watson, diretti dal vice presidente Micheal Rhodin. IBM Watson Group avrà quartiergenerali nella New York's Silicon Alley e darà lavoro a 2000 persone, con un investimento della IBM di un miliardo di dollari. Watson Group svilupperà tre nuovi servizi operanti in rete: Watson Discovery Advisor, Watson Analytics e Watson Explorer.
Watson Discovery Advisor si focalizzerà su progetti di ricerca e sviluppo in campo farmaceutico e biotecnologico. Watson Analytics si concentrerà sulla visualizzazione dei Big Data e sulla risposta a domande poste in linguaggio naturale dagli utenti aziendali, e Watson Explorer aiuterà le aziende ad analizzare le statistiche degli utenti e condividere le analisi basate sui dati più facilmente.
L'azienda sta anche lanciando un fondo di 100 milioni di dollari per incentivare lo sviluppo di applicazioni "cognitive". Il CEO dell'IBM Virginia Rometty ha dichiarato che vuole che Watson generi entrate di 10 miliardi di dollari nei prossimi dieci anni.